# L'Aliança (Half-Life)
L'Aliança (The Combine en la versió en anglès) és una raça i un imperi alienígena del videojoc en acció en primera persona de Valve, Half-Life 2. Durant el joc, també és referit com "La Unión Universal" i "Els nostres Benefactors" com a propaganda.

## Perspectiva general
L'Aliança és un imperi que travessa múltiples dimensions. El món real de l'Aliança és habitat per un nombre desconegut d'espècies, criatures d'altres planetes per al seu benefici, valent-se d'això d'un capdavanter impost, o no, en el planeta. L'Aliança selecciona un món i l'envaeix amb una sèrie de monstres alienígenes creant una atmosfera de desesperació i terror per a mantenir sota control als pobladors d'aquest planeta. Quan és necessari rapten a uns quants habitants per a millorar-los per mètodes de bioingeniería i implantació, per a després d'una lobotomia afegir-los a les files del seu exèrcit, un exemple d'això són els "Stalkers" en anglès; a causa de la desesperació la gent no és capaç de fer res. L'Aliança amb això, crea una raça de super soldats únicament adaptats per a l'ambient d'aquell món en particular. Aquest procés causa una força militar molt mòbil i adaptable que és capaç de respondre a qualsevol amenaça i aixafar qualsevol oposició. Els motius darrere de l'imperialisme de l'Aliança són desconeguts fins ara, encara que es creu que envaïxen els planetes pels recursos naturals.